# Таранец, Сергей Геннадьевич
Сергей Геннадиевич Таранец (9 апреля 1969 — 2 декабря 1999) — Герой Российской Федерации, начальник разведки 752МСП. майор.

## Биография
Сергей Геннадьевич Таранец родился в городе Славянск-на-Кубани Краснодарского края.
Учился в средней школе № 16 родного города (окончил в 1986 году) и Новосибирском высшем военно-политическом общевойсковом училище имени 60 летия Великого Октября. С 1986 по 1987 год работал токарем в колхозе «Путь к коммунизму», потом год отслужил в в/ч 73403 (454-й отдельный механизированный полк). После окончания учёбы с 1992 по 1998 годы служил в 104-й гвардейской воздушно-десантной дивизии в должности заместителя, затем командира парашютно-десантной роты по работе с личным составом 337-го гвардейского парашютно-десантного полка. В это период несколько раз направлялся в командировки в Чечню. Дважды был ранен. После тяжёлого ранения был комиссован, но добился восстановления в армии. Служил в мотострелковой дивизии около Нижнего Новгорода в должности начальника разведки полка. Награждён орденом Мужества и медалью «За Отвагу».
В сентябре 1999 года майор Таранец в составе 752-го мотострелкового полка направлен в Чечню для проведения специальной операции по наведению конституционного порядка в Республике Чечня и борьбы с бандформированиями.
Рота, возглавляемая Таранцом неоднократно проводила разведывательные операции, вступала в боевые столкновения с боевиками. Во время одного из боёв майор Таранец обнаружив тяжело раненного командира разведывательного дозора организовал операцию по его спасению.
В ноябре майор Таранец с разведывательной ротой выполнял боевые задачи по разведке опорных пунктов незаконных вооружённых бандформирований и местности в районе населённого пункта Алхан-Юрт Чеченской республики.
1 декабря 1999 года майор Сергей Таранец получил задание обеспечить силами разведывательной роты огневую поддержку мотострелковых подразделений, продвижение которых было остановлено сильным огнём боевиков. В бою продолжавшемся 3 часа было уничтожено до 20 боевиков, захвачено оружие, документы и боеприпасы. В результате решительных действий разведчики нанесли огневое поражение боевикам и захватили мост через реку Мартан, тем самым способствовали успешному выполнению боевой задачи частями Западной группировки войск. Личный состав роты потерь не понёс. Рискуя собственной жизнью, обеспечивая продвижение войсковых колонн, майор Таранец лично проводил разведку минно-взрывных заграждений на захваченной позиции и подорвался на мине, получив тяжёлые ранения. 2 декабря 1999 года скончался от ранений в госпитале во Владикавказе.
Указом Президента Российской Федерации № 830 от 6 мая 2000 года за мужество и героизм, проявленные при выполнении специального задания в ходе контртеррористической операции на Северном Кавказе Сергей Геннадьевич Таранец удостоен звания Героя Российской Федерации (посмертно).

## Награды
- Орден Мужества
- Медаль «За отвагу»

## Память
- Похоронен на родине.
- Бюст на родине Героя в городе Славянск-на-Кубани.
- Именем Героя названа средняя школа № 16 города Славянск-на-Кубани.